# Ruth Roman

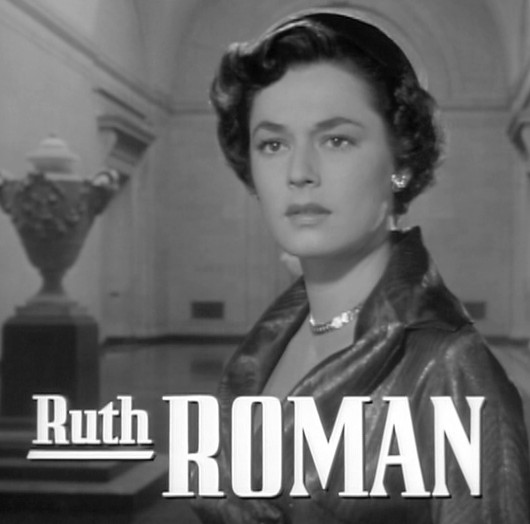
Ruth Roman.

Ruth Roman, född 22 december 1922 i Lynn, Massachusetts, en förstad till Boston, död 9 september 1999 i Laguna Beach, Kalifornien, var en amerikansk filmskådespelare. Ruth Roman upptäcktes av filmproducenten David O. Selznick och debuterade i Hollywood 1943. Hennes mest kända roll gjorde hon i Alfred Hitchcocks thriller Främlingar på tåg (Strangers on a Train) 1951, mot Robert Walker och Farley Granger.
Roman medverkade under fyra decennier i ett stort antal filmer och TV-serier. Mellan 1949 och 1951 spelade hon i nio filmer för filmbolaget Warner Brothers. Bland filmer i noirgenren märks hennes genombrott i Stanley Kramers Champion 1949 mot Kirk Douglas, Fönstret (The Window) från samma år och Brådstörtad flykt (Tomorrow is Another Day) från 1951. 1950 spelade hon mot Gary Cooper i Dallas, 1954 mot James Stewart i westernfilmen Farornas land (The Far Country) och mot Broderick Crawford i noirfilmen Till polisens förfogande (Down Three Dark Streets).
Den 25 juli 1956 befann sig Ruth Roman ombord på det italienska kryssningsfartyget Andrea Doria då detta utanför New York kolliderade med Svenska Amerika Liniens M/S Stockholm. Hon tillhörde de 760 personer som överlevde olyckan.
Roman har en stjärna på Hollywood Walk of Fame för arbete inom television. Den finns vid adressen 6672 Hollywood Blvd.

## Filmografi, urval
- 1946 – Osynliga länkar (ej krediterad)
- 1946 – Gilda (ej krediterad)
- 1948 – Den stora klockan (ej krediterad)
- 1949 – Bortom skogen
- 1949 – Champion
- 1949 – Fönstret
- 1950 – Tre kvinnors hemlighet
- 1950 – Colt .45
- 1951 – Brådstörtad flykt
- 1951 – Främlingar på tåg
- 1951 – Livsfarlig semester
- 1952 – Nu och för evigt
- 1954 – Farornas land
- 1954 – Till polisens förfogande
- 1956 – Män utan nåd
- 1957 – Bitter seger

### Fotnoter
1. ↑  ”Ruth Roman” (på engelska). latimes.com. https://projects.latimes.com/hollywood/star-walk/ruth-roman/. Läst 21 december 2024.